# Jāvonī
Jāvonī (persiska: جاونی) är en ort i Iran.   Den ligger i provinsen Hormozgan, i den södra delen av landet, 1 000 km söder om huvudstaden Teheran. Jāvonī ligger 41 meter över havet och antalet invånare är 137.
Terrängen runt Jāvonī är varierad. Runt Jāvonī är det glesbefolkat, med 11 invånare per kvadratkilometer. Närmaste större samhälle är Bandar-e Chārak, 13,1 km söder om Jāvonī. Trakten runt Jāvonī är ofruktbar med lite eller ingen växtlighet.